# Кельдерман
Кельдерман — русский дворянский род, происходящий от немецкого выходца Андрея Кельдермана, который при царе Алексее Михайловиче три раза был посылался «по государеву делу» в Англию.
Его сын Томас, «торговый иноземец», в 1647 году был послан в Голландию, в 1663 был в Архангельске досмотрщиком за привозными товарами, в 1668 был послан к цесарю и в Венецию, а в 1671 снова в Голландию; в 1672 году был пожалован гостиным именем и в 1685 году его было велено писать «московским поверенным и чести достойным». Постоянно проживал в Москве, где на Чистых прудах имел дом, проданный в 1725 году за долги, сделанные неудачной предпринимательской деятельностью его сына Ивана (Иоганна). Сыновья Ивана торговлей уже не занимались: Старший, Томас, был управляющем сахарного завода; Иван — переводчиком в Иностранной коллегии; младший, Роман, находился на военной службе. Один из сыновей Томаса находился в составе русского посольства во Франции и его заслуги были учтены, когда 27 августа 1798 года правнуку Томаса, Фоме (тоже Томас) было пожаловано потомственное дворянство.
Род Кельдермана был внесён в IV часть родословной книги Московской губернии. В Сергиевой пустыни были похоронены Михаил Фомич (1795—1864) и Михаил Михайлович (1842—1897) Кельдерманы.

## Описание герба
Щит разделен горизонтально голубой полосой на две части, из них в верхней части, в серебряном поле, находятся две такие же голубые полосы, составляющие три отделения: в верхнем отделении изображены три шестиугольные звезды голубого цвета, в среднем отделении — стрела с красными перьями, летящая в левую сторону, а в нижнем отделении — три голубых четырёхугольника. В нижней части, в чёрном поле, между трёх золотых крестов, имеющих на концах вид трилистной фигуры, поставлено серебряное стропило с тремя на нём красными цветами.
На щите дворянский коронованный шлем. Нашлемник: выходящий человек, имеющий на голове зелёную чалму с перьями, а в правой руке — стрелу, острием вниз обращенную. Намёт на щите голубой, подложенный серебром (Гербовник, III, 113).